# Szocializáció
Szocializáció az az interakciós folyamat, amelynek révén a személy viselkedése úgy módosul, hogy megfeleljen a csoport tagjai által vele szemben támasztott elvárásoknak.
A meghatározásban szereplő interakció a személyek egymás felé irányuló, és egymás viselkedése által vezérelt aktivitása, amelyet rendszerint a résztvevők tárgyi tevékenysége közvetít, magában foglalja az emberi együttműködés minden lehetséges változatát, így a kooperációt, versengést és kommunikációt is.

## A szociális tanulás
Minden olyan tanulást, amely révén bekövetkező viselkedésváltozás társas kölcsönhatások, szociális interakciók következtében alakul ki, szociális tanulásnak nevezünk. A szociális tanulás a szocializáció folyamatában értelmezhető. Brim meghatározása szerint az a folyamat, amely által az egyének olyan tudásra, képességekre és állapotokra tesznek szert, amely alkalmassá teszi őket arra, hogy különböző csoportoknak és a társadalomnak többé-kevésbé hasznos tagjaivá váljanak. A szocializációt tehát felfoghatjuk úgy is, mint a személyiség fejlődésének társadalmi vetületét.
A szociális tanulás formái
1. Utánzás:a szociális tanulás legelemibb formája. Számtalan viselkedésformát utánzással sajátítunk el. Például anyanyelvünk elsajátítása is utánzáson alapszik. A fejlődés során a leghamarabb az utánzás jelenik meg. Az utánzás kezdetleges formája a cirkuláris reakció, amikor a csecsemő egy másik személy közvetítésével utánozza saját magát, vagyis csak azt tudja utánozni, amit ő maga már képes végrehajtani. Megkülönböztetünk szándékos és önkéntelen utánzást, valamint késleltetett utánzást. Az utánzásban nagyon fontos szerepet játszik a jutalom és a büntetés. A gyermekek számára az utánzás révén kialakuló beleélés szinte egyedüli eszköze mások megértésének.
2. Modellkövetés: az utánzásnál magasabb szintű tanulási folyamat, itt már az utánzott cselekvés mellett az is fontossá válik ki az akit utánzunk. A tanulás tehát modellválasztás alapján megy végbe. A modellválasztás történhet egyszerű szimpátia alapján, szerepirigység, a szociális hatalom jelentette presztízs alapján is. Kísérletekkel igazolták, hogy az agresszív viselkedésformák átvételében is szerepet játszhatnak az agresszív modellek, ha ezek viselkedését pozitív megerősítés követi
3. Azonosulás (identifikáció): a pszichoanalízis egyik központi fogalma, Freud nevéhez kötődik. Az azonosulás során a szándékosan vagy spontán választott modelltől átvett viselkedési minták a személyiségbe beépülve annak részévé válnak. Az azonosulás során a hangsúly nem az átvett viselkedésen van, hanem a választott modellel való kapcsolat fenntartásán.
4. Belsővé tétel (interiorizáció): a szociális tanulás legmagasabb szintje. Az interiorizáció folyamatában már a modell nem játszik fontos szerepet. A viselkedésformák vagy értékek átvétele, azért történik, mert az egybevág az egyén saját értékrendszerével és így annak átvétele magában is jutalomértékű. Az átvett viselkedésforma, érték, vélemény stb. függetlenedik a forrástól, és szervesen beépül a személyiségbe, azaz belsővé válik.

A szociális tanulás formái nem különíthetőek el élesen egymástól. Egymásra épülve, együttesen alakítják és formálják személyiségünket.
Forrás: Szerzők: Dr. Estefánné dr. Varga Magdolna, Dr. Dávid Mária, Dr. Hatvani Andrea, Dr. Héjja-Nagy Katalin, Taskó Tünde
cím: Pszichológia elméleti alapok
A szocializáció mechanizmusa a szociális tanulás. A szociális jelző inkább társast jelent, mint társadalmit. A szociális tanulás minta- vagy modellkövető tanulás.

### A modell
A modell viselkedésmintát jelent. Modellé olyan személyek válhatnak, akik személyiségtulajdonságai magasabb szinten szervezettek, mint a modellkövetőé, tehát általában idősebbek, tapasztaltabbak és önállóbbak. Azonban nem hanyagolható el a kölcsönös utánzás jelentősége sem.
A modellek lehetnek szimbolikusak is: elképzelt alakok, általában regényhősök vagy akár a fantázia szülöttei. Az audiovizuális tömegkommunikációs eszközök a képi megjelenítés révén nagyon hatásosan mutatják be a társadalmi magatartásformákat.

### Utánzás
A modellkövető az utánzás révén beépíti magába a modell viselkedésformáit és személyiségtulajdonságait, mégsem válik pontosan olyanná mint a másik. Az egyén ugyanis életútján nem egyetlen viselkedésmintát követ. Az első modellek a szülők, kiknek viselkedését a gyerek fenntartás nélkül követi. A serdülőkor kezdetétől azonban kritikusan válogat a követendő tulajdonságok között, s önmaga számára is meg tudja fogalmazni, hogy a másik milyen tulajdonságait tartja önmaga számára megvalósítandónak. Ezek a kompetencia-modellek tehát már nem teljes személyiségükkel szerepelnek mintaként, hanem egy-egy meghatározott tulajdonságukkal illetékesek.
A modellek nem állandóak. Miután egy-egy minta betöltötte funkcióját az egyén fejlődésében, a modellkövető leválasztja magát róla, s fokozatosan eljut identitásának kibontakoztatásához.
A modellkövetőt erős érzelmi szálak kötik a modellhez. Ennek révén valósul meg az azonosulás két formája: az identifikáció és az empátia.

### Identifikáció
Az identifikációban az egyik személyiség nagyon képlékeny, éretlen, a másik érett. Ez a kapcsolat a felnőtt és gyermek viszonyában bontakozik ki elsősorban, nem is tudatosítható; valamiféle "pszichés köldökzsinór" a személyiségfejlődés során

### Empátia
Az empátia azt a képességet és pszichológiai folyamatot jelenti, hogy az egyik ember beleéli magát a másik ember érzés- és gondolatvilágába, s megpróbálja megfogalmazni és átvenni annak érzelmi állapotát, késztetéseit, céljait, attitűdjeit. Jelentőssé válik az érzelem mellett a tudatosság eleme. Az empátia azonosulás, ezért serdülőkortól jellemző.

## Szociális szerepek
A szociális tanulás során szociális szerepeket sajátítunk el. A szerep státusoknak megfelelő, normák által szabályozott viselkedés.
A szereptanulás során a modellkövető elsajátítja azokat a viselkedés módokat, amelyek egy-egy szerep megvalósításához szükségesek. Ezeket a viselkedésmódokat szerepkészségeknek és szereptechnikáknak nevezzük. A folyamat során belsővé válnak azok a normák is, amelyek a viselkedést szabályozzák. Ennek révén a szerep én-azonos magatartássá válik, s nem a köznapi értelmű tettetést, megjátszást jelenti.
A szocializáció minden szakaszában a környezeti hatások belsővé válása valósul meg, kialakítva és formálva a személyiség erkölcsi arculatát, autonómiáját.

### Státusz
Státuszok azok a pozíciók, amelyeket a társadalom tagjainak biztosít.
Lehetnek:
- életkori státuszok: gyermek, felnőtt, öreg
- családi, nemi státuszok: szülő-gyermek, férfi-nő
- foglalkozási státusok: tanár-diák

Nem minden foglalkozáshoz kapcsolódik szociális szerep, csak azokhoz, ahol a szereppartnerek kimutathatók.

### Norma
A norma szociálpszichológiai fogalma magában foglal mindenféle viselkedésszabályt: a törvény írott tilalmaitól és követelményeitől kezdve az erkölcs, az illem vagy szokás előírásain át a közvetlen személyes környezet kívánalmaival bezárólag.
A társadalmi nagycsoport egészére érvényes normák differenciáltan, esetleg sajátos színezettel jelennek meg a társadalom kisebb egységeiben, érvényességük különböző mértékű az életkori szerepekben. Más és kevesebb norma szabályozza a kisgyermek és öreg viselkedését mint a felnőttét.
A normák egy része nyílt: egyértelműen megfogalmazott, más részük rejtett.
Nyílt norma például az udvariasság követelménye, de az kevéssé van rögzítve, hogyan kell udvariasan viselkedni különböző helyzetekben. A nyílt normák intellektuálisan könnyen felfoghatók, esetleg érzelmi elfogadásuk nehéz.
A rejtett normák tekintetében a kellemes vagy kellemetlen tapasztalatok igazítanak el.
A társadalom ugyanis a normák megvalósulását jutalmazó és büntető szankciókkal biztosítja.

### Szerepkonfliktusok
A szerep-viselkedés gyakran konfliktusos. Ezek típusai:
- Szerepek közötti konfliktus: Egyszerre két vagy több státusunk válik aktívvá, például anya-tanárnő szerep.
- Szerepen belüli konfliktusok:
  - Összeegyeztethetetlen elvárások ugyanannak a szereppartnernek a részéről. Például ha a szülő a serdülő gyermektől következetlenül kisgyermeki engedelmességet és felnőttes önállóságot kíván meg.
  - Összeegyeztethetetlen elvárások a különböző szereppartnernek a részéről. Például a középvezetői szerep, ahol a beosztottak elvárásai mint vezetőre vonatkoznak, a feletteseké pedig mint beosztottra.
- Személy-szerep konfliktusok: A személynek valamely értékét, hitét, belső meggyőződését kell feláldoznia a szerep teljesítésekor, ezáltal belsőleg meghasonlik, vagy elvtelen kompromisszumra kényszerül.

### A szereptanulás
A szerepviselkedés interakcióban valósul meg, két vagy több, de kis számú személy közötti viselkedésre vonatkozik, tehát interperszonális. A szereptanulás során megtanuljuk, hogy a velünk azonos pozíciót betöltő személyekhez hasonló módon viselkedjünk, érezzünk, és lássuk a világot. Mivel meg kell tanulnunk hogy a szerep megvalósítása folyamán hogyan biztosítsuk a más emberekkel való eredményes interakciót, a szereppartnerek szerepét is meg kell ismernünk.

## Szocializációs színterek
A fejlett társadalmakban a szocializációs színterek száma végtelen, ezért csak a nevelés szempontjából legfontosabbakat említjük.

### Családi szocializáció
A család funkciója nemcsak a gyermekekről való gondoskodás, hanem a szocializáció is.
Már a legkorábbi időszaktól kezdve hat a felnövő egyénre. A családon belüli kapcsolatrendszer intim, intenzív, tartós, hatásában a legerősebb és maradandó következményű viszony.
A család belső kapcsolatrendszere a családtagok számával együtt hatványozottan nő.
- Felnőtti párkapcsolatok: a diszharmonikus kapcsolatban élő felek kommunikációja elégtelen, ami rossz hatással van a gyereknevelésre is.
- Szülő-gyermek kapcsolatok: Meghatározó jelentőségű a szeretetteljes és elfogadó légkör. Ha a szülők biztosítják a fejlődés feltételeit, követhető szabályokat állítanak, önállóságra ösztönöznek, akkor ez elősegítheti a pozitív énkép, felelősségérzet, érzelmi kiegyensúlyozottság kialakulását, társaik jobban elfogadják őket, jobban tanulhatnak.
- Testvérkapcsolatok: Ennek minőségét az azonos szülői bánásmód kedvezően befolyásolja. Ellenkező esetben rivalizáláshoz, a testvéri feladatok rossz teljesítéséhez vezethet.
- Integrációs kapcsolatok: A nagyszülőkkel és dédszülőkkel való viszony kedvező hatású lehet, ha nemcsak a gyermek hanem annak szülei is jó kapcsolatokat ápolnak velük. A családon belüli erőszak és válás viszont generációkon keresztül vonulhat végig. Ugyanígy, az érzéketlen, durva, túlszabályozó vagy ellenséges szülői magatartás hatása is megjelenik a gyermek személyiségében és házastársi kapcsolatában, sőt továbbadhatják saját gyermekeiknek is.

Család szocializációs funkciói
- Biztonságérzet megteremtése és a személyiségfejlődés érzelmi alapjainak lerakása: Alapvető feltétele a folyamatos testi és társas-érzelmi kontaktus.
- A beszéd megtanítása: A beszéd – tanulásának elkezdésétől – közvetíti a család tapasztalatrendszerét, a beszédet kísérő egyéb csatornákon pedig a családi szubkultúra elemeit. Ez utóbbi befolyásolja az érzelmi fejlődést és az iskoláztatást.
- Az első interakciós tér biztosítása: Első kapcsolatait itt alakítja ki, megtanulja a viszonyulást bizonyos helyzetekhez, illetve az egyes szituációkban elvárt cselekvési módokat.
- Modellnyújtás: Utánozza családtagjait, bizonyos magatartásformákat sajátít el tőlük, szerepjáték során azonosul velük.
- Általános értékek és normák közvetítése: családon kívüli társas viselkedés pl. intézményekben, boltban, orvosnál.
- Éntudat és identitás formálása: Az éntudat kifejezi, hogy mindenkitől elkülönült lényként létezik. A serdülőkorban kialakuló identitástudat a családtól való későbbi elválást és az önálló családalapítást segíti.

### Iskolai szocializáció
Napjainkban vitatott az iskola társas-érzelmi felelőssége. Egyrészt ez egybeesik a családéval, másrészt ez a feladata az oktatás rovására mehet. Az iskolába kerülés előtt a motivációt és az értelmi képességeket a család alapozza meg. A beilleszkedés szempontjából fontos szerepe van az iskolai kortárs csoportoknak. Az iskolai szocializációs folyamatok során jelentős a szociális megerősítés szerepe, ugyanakkor a jobb magaviseletű tanulók sokszor jobb jegyeket kapnak.

### Kortársi szocializáció
A kortárs csoport jelentősége a hozzá való átpártolást követően válik fontossá, amikor a többiek szava fontosabb a viselkedés és teljesítmény megítélésében mint a felnőtteké. Ekkor a csoporthoz tartozás erősebbé válik mint a felnőttekhez való viszony.
Másrészt az iskola "rejtett tantervének" forrásaként is szolgál, mivel megtanítja a diákot olyan iskolai viselkedésre, tanulmányi munkára, amit csoportja elfogad és elismer. Ezeket a csoportokat az elköteleződés, hűség, egymás védelmezése és kölcsönös segítése tartja össze leginkább. A tanulók négy különböző társas helyzetét különböztethetjük meg:
- A népszerű gyerekeknek sok barátjuk van, önérvényesítő törekvéseik vannak. Jó kapcsolatteremtő és kognitív képességeik vannak.
- Az elutasított tanulók ennek ellentéte, zárkózottság és agresszivitás figyelhető meg náluk.
- Ellentmondásos: A legagresszívabb csoport, de tagjai jó kapcsolatteremtő és fejlett értelmi képességekkel rendelkeznek.
- A kívül maradók gyenge kapcsolatteremtő képességgel rendelkeznek, magányukat egy-két "jóbarát" oldja.

A barátságoknak számos funkciója lehet a gyerekek számára, így például a közös élmények: "mókák", támogatás nehéz helyzetekben, tanulásban, ugyanakkor fejlődnek szociális készségeik, és felkészítenek későbbi kapcsolatokra, így megelőzve a későbbi társas-érzelmi-beilleszkedési zavarokat.

### Szakmai szocializáció
A folyamat során az egyén belép egy szakma képviselőinek sorába, majd egyre magasabb szinten látja el szakmai szerepét. Kulcsfogalma a választott pálya iránti elköteleződés, azaz mennyire értékes számára a választott hivatás. Ezt jelentősen befolyásolja a tanulmányait kísérő vagy követő gyakorlatok sikeressége. További szempontok a szakmai attitűd, személyiség, nem. Továbbá az elképzelt pályaív a magánélet és a munkaerőpiaci helyzet függvényében.